# キ11 (航空機)
キ11 / 中島AN-1
- 用途：戦闘機（試作）・連絡機
- 設計者：井上真六
- 製造者：中島飛行機
- 運用者：日本陸軍、朝日新聞社、大阪毎日新聞社/東京日日新聞社
- 生産数：4機
- 生産開始：1935年4月
- 運用状況：不採用・退役

キ11は、第二次世界大戦前の日本陸軍のために試作された、単発・単葉・単座の戦闘機である。設計・製造は中島飛行機。川崎飛行機のキ10（九五式戦闘機）と競作となったが審査に敗れ不採用となった。

## 概要
1934年（昭和9年）に陸軍は九一式戦闘機、九二式戦闘機の後継機となる新型戦闘機の試作を川崎と中島に指示した。川崎では前作であるキ5の失敗からオーソドックスな複葉機を開発したのに対して、中島では低翼式単葉機を開発し、1935年（昭和10年）4月から12月にかけて4機の試作機を製作した。
試作機は胴体は全金属製モノコック構造、翼は木金混合骨組にジュラルミン板張（補助翼等は羽布張）で、沈頭鋲の採用や滑らかに整形された主翼の付け根部分など全体的に空気抵抗を軽減するように留意されていた。また固定式の主脚はスパッツ付で、両側を鋼鉄製の張線を張って補強していた。外観は当時アメリカ陸軍の主力戦闘機だったP-26と似ていたが、キ11の方が後発だっただけに細部の構造等は大幅に近代化されていた。
昭和10年9月から、川崎のキ10との比較審査が陸軍において行われた。その結果、速度性能はキ11が優れていたものの、運動性や上昇力はキ10の方が優れており、格闘戦を重視する陸軍の方針からキ10が次期戦闘機として採用され、構造的にはより進歩的だったキ11は失格となった。その後、試作一、二号機は研究機材になり、三、四号機は民間に払い下げられ高速通信機となった。

## 九試単座戦闘機
1934年に海軍から三菱重工業と中島に競争試作が命じられた九試単座戦闘機に対し、中島はキ11のエンジンを海軍指定の「寿」五型（600 hp）に変更し、操縦席を海軍仕様のものにした機体を提出。キ11と並行して1935年に1機を試作した。しかし、三菱機（のちの九六式艦上戦闘機）のほうが高性能だったために不採用となった。

## 輸出
次期戦闘機としては失格したものの当時としては高性能の機体だったため、本機を輸出用戦闘機として生産する計画があった。英文のパンフレットが作られ実際にいくつか商談も行ったが、アメリカ製のカーチス75ホークなどに遅れをとり1機の注文もないまま終わった。

## 民間機としての運用
不採用決定後、試作機の一部が通信機として民間に払い下げられることになり、中島AN-1通信機の名が与えられた。試作3号機は大阪毎日/東京日日新聞社に払い下げられ、試作4号機（J-BBHA）は朝日新聞社に払い下げられた。民間に払い下げられるにあたって、主脚のスパッツがより細身のものに変更され、風防は密閉式に、プロペラも3枚から2枚に交換された。AN-1は三菱雁型通信機（九七式司令部偵察機の民間型）が登場するまでは日本最速の民間機で、後に神風号による訪欧飛行で有名になる飯沼正明飛行士は、本機で大阪 - 東京間で1時間30分の速度記録を1936年（昭和11年）3月に達成した。朝日新聞社においては、神風号の訪欧飛行の訓練に本機を用いている。

## スペック（一号機）
- 全長： 6.89m
- 全幅： 10.89 m
- 全高： 3.33 m
- 翼面積： 19.1 m2
- 自重： 1,269 kg
- 全備重量： 1,560 kg
- エンジン： 中島「寿」三型 空冷9気筒エンジン 550 hp × 1
- 最大速度： 402 km/h（AN-1は430 km/h）
- 滞空時間： 2.5時間（AN-1の数値）
- 武装： 7.7mm機関銃 × 2
- 乗員： 1 名